# Pinsà rosat pàl·lid
El pinsà rosat del Sinaí (Carpodacus synoicus) és una espècie d'ocell de la família dels fringíl·lids (Fringillidae).

## Descripció
- Fa 13 - 15 cm de llargària, amb un pes de 17 - 22 g. Bec color banya i potes marrons.
- Mascle amb color general marró sorrenc més fosc en la zona dorsal. Front, barbeta i al voltant dels ulls vermell. Resta del cap, pit i carpó rosa pàl·lid.
- Femella de color general sorra.

## Subespècies
Segons la classificació del Congrés Ornitològic Internacional (versió 3.5, 2013) aquesta espècie està formada per 4 subespècies:
- C. s. beicki (Stresemann, 1930). Xina central.
- C. s. salimalii (Meinertzhagen R, 1938). Afganistan.
- C. s. stoliczkae (Hume, 1874). Xina occidental.
- C. s. synoicus (Temminck, 1825). Nord-est d'Egipte, Israel, Jordània i oest de l'Aràbia Saudita.

Amb les subespècies beicki, salimalii i stoliczkae, el IOC (versió 4.1, 2014) crea l'espècie Carpodacus stoliczkae, arran els treballs de Tietze et el 2013.:
- Carpodacus synoicus (sensu stricto) - pinsà rosat del Sinaí[3]
- Carpodacus stoliczkae (Hume, 1874) - pinsà rosat pàl·lid[4]